# Pierre Girard (Journalist)
Pierre Girard (* 16. November 1982 in Straßburg) ist ein französischer Journalist, Moderator und Regisseur. In Frankreich und Deutschland wurde er bekannt als Journalist und Moderator von arte-Sendungen.

## Leben
Girard moderiert an der Seite von Dörthe Eickelberg die Sendung Xenius auf arte. Gemeinsam mit Tita von Hardenberg moderiert er das TV-Format Metropolis, ein Kulturmagazin. Seit 2010 führt er durch das Jazzdor-Programm.
Einen Namen machte sich Girard außerdem als Filmemacher in dem Dokumentarfilm Chroniques d’un krach, in dem er Parallelen zwischen der Finanzkrisen der 1920er Jahre und der Jahre 2008 bis 2010 zog.
Er tritt zudem regelmäßig als Korrespondent für France24 und Libération in Erscheinung. Girard lebt mit seinem Ehemann abwechselnd in Frankreich und Deutschland.

## Veröffentlichungen
- 2015: Berlin l’essentiel. ISBN 979-10-90163-39-3